# Luleå kommun
Luleå kommun er en svensk kommune i landskabet Norrbotten i Norrbottens län. Hovedbyen er Luleå.

## Større byer
- Luleå (45000 indb.)
- Gammelstad (4900 indb.)
- Bergnäset (3700 indb.)
- Södra Sunderbyn (2800 indb.)
- Råneå (2000 indb.)
- Alvik (mindre end 1000 indb.)
- Antnäs (mindre end 1000 indb.)
- Måttsund (mindre end 1000 indb.)
- Rutvik (mindre end 1000 indb.)
- Bensbyn (mindre end 500 indb.)
- Brändön (mindre end 500 indb.)
- Bälinge (mindre end 500 indb.)
- Ersnäs (mindre end 500 indb.)
- Jämtön (mindre end 500 indb.)
- Kallax (mindre end 500 indb.)
- Karlsvik (mindre end 500 indb.)
- Klöverträsk (mindre end 500 indb.)
- Persön (mindre end 500 indb.)

65°35′04″N 22°09′14″Ø / 65.5844°N 22.1539°Ø